# Arbeitssoziologie
Die Arbeitssoziologie befasst sich mit der Arbeit in allen sozialen Ausformungen. Dabei wird die Arbeit nach besonderen soziokulturellen Merkmalen geordnet und unter technischen, institutionellen oder ökonomischen und politischen Aspekten partiell abgehandelt. Als eine der speziellen Soziologien ist sie erst jüngeren Datums, obwohl ihr Gegenstand, die Arbeit, schon früher Philosophen und Wissenschaftler auf den Gebieten der National- und Sozialökonomie beschäftigte (vgl. Arbeit (Philosophie) oder Arbeit (Sozialwissenschaften)). Arbeitssoziologische Themen werden bereits in philosophischen und nationalökonomischen Traktaten des 18. und 19. Jahrhunderts abgehandelt.
Da der Arbeitsbegriff viele menschliche Tätigkeiten mit anderen Bezeichnungen umfasst – z. B Dienst, Pflege, Wissenschaft, Kampf oder Krieg („destruktive Arbeit“) –, hat die Arbeitssoziologie ein ungemein weit gespanntes Forschungsfeld. Auch künstlerische und sportliche Aktivitäten können unter Gesichtspunkten der Arbeit analysiert werden.
Arbeitssoziologisch bahnbrechend war Karl Büchers umfangreiche Studie „Arbeit und Rhythmus“ von 1904.

## Forschungsschwerpunkte
Die Arbeitssoziologie untersucht
- die einzelnen Momente und Dimensionen des Arbeitsprozesses, wie Kooperation und Arbeitsteilung, Anforderungen und Qualifikation, Formen und Techniken der Arbeit, betriebliche Hierarchie und Mitbestimmung;
- die gesellschaftliche Organisation der Arbeit, im Besonderen den Arbeitsmarkt, die Interessenvertretungen der Arbeitenden (Gewerkschaften), Beruf und Profession, sowie die gesellschaftliche Arbeitsteilung;
- das Verhältnis von Arbeit und Freizeit und die Reproduktionsarbeit in Haushalt und Familie, die weitgehend Angelegenheit von Frauen ist und die Frage nach der Vereinbarkeit von Familie und Beruf aufwirft;
- die subjektive Seite im sozialen Handeln der Arbeitenden mit den Aspekten: Arbeitsmotivation, Arbeitserfahrung als Arbeitsleid und Arbeitsfreude, Gruppenbildung, Kooperations- und Konfliktverhalten einschließlich des „Absentismus“ sowie die Arbeitsfeste und -feiern, wie z. B. das Erntedankfest;
- den sozialen Status der Arbeitenden (z. B. frei/unfrei, ungelernt/gelernt; Bauern/Arbeiter/Angestellte/Beamte).
- Arbeit als gesellschaftlichen Integrationsfaktor, etwa im Zusammenhang mit Prekarisierung. Häufig geht es auch um eine Gegenüberstellung des Normalarbeitsverhältnisses und prekärer bzw. atypischer Beschäftigung.

Außerdem behandelt die Arbeitssoziologie viele Spezialfragen wie Kinderarbeit, Zwangsarbeit, „Humanisierung der Arbeitswelt“.